# جلال عيسى
جلال عيسى (17 يوليو 1937 - 17 مارس 2019) هو ممثل مصري من مواليد، كان أحد لاعبي فريق كرة السلة في النادي الأهلي إكتشفه المخرج (أحمد ضياء الدين) ومنحه أولى فرصه في فيلم (المراهقات) عام 1960، لتتوالى أدواره السينمائية في أفلام أخرى.
وتزوج الفنان جلال عيسى مع الفنانة صفية العمري وأنجبا ولدين هما وليد وأحمد، ولكنها لم تكمل حياتها معه وانفصلا منذ سنوات.
آخر أعماله فيلم شد أجزاء مع محمد رمضان في عام 2015.

## وفاته
توفي يوم الأحد 17 مارس 2019 في القاهرة عن عمر ناهز 82 عامًا بعد صراع مع المرض.

## أعماله

### أفلام
| - شد أجزاء:2015 - البطل:1998-فرانك - زيارة السيد الرئيس:1994 - الصعلوك والهوانم:1991-قصة وسيناريو وحوار - أيام الماء والملح:1990 - عذراء وثلاثة رجال:1986-عبد الرحمن - الطائرة المفقودة:1984 - دليل الاتهام:1983 - زيارة سرية:1981-ابراهيم | - أين تخبئون الشمس:1980 - المتهم:1980-رؤوف - الحب قبل الخبز أحيانًا:1977-زوج نورا - أونكل زيزو حبيبي:1977-كابتن وحيد - العاشقات:1976 - زائر الفجر:1975-رفعت - لعنة امرأة:1974-مجدي - أنف وثلاث عيون:1972-حسن - موسيقى وجاسوسية وحب:1971 | - عريس بنت الوزير:1970-حسن عماد الدين - 3 وجوه للحب:1969 - صيف قوي الذاكرة:1968-عزت - معسكر البنات:1967 - الاعتراف:1965-أحمد - الحب الخالد:1965-حمدي - هي والرجال:1965-صلاح - أغلى من حياتي:1965-عادل أحمد حمدى | - حب لا أنساه:1963-حسين فهمي/عادل فهمي - الخطايا:1962 - المراهقات:1960-احمد - بين إيديك:1960-فتحي - باب الحديد:1958 - وعد:1954 - الوصية - الابن |

### مسلسلات
| - ملكة في المنفى:2010 - أغلى الناس:2008 - طريق الخوف:2008 - صرخة أنثى:2007 - الشيطان لا يعرف الحب:2006 - اللي اختشوا ماتو:2006 | - أحلام البنات:2004-ضيف شرف - أبيض x أبيض:2003 - الخيول:2002 - إحنا نروح القسم:2001 - محاكمة الليالي:2000 - اللص والكلاب:1998 | - حكاية بلا بداية ولا نهاية:1997 - قصة مدينة:1995 - العائلة:1994 - القضاء في الإسلام (ج4) (4-> 8):1993->1998 - أولادي:1989-مختار | - دمعة ألم:1978 - عادات وتقاليد:1972 - العزف على أوتار ممزقة - الخروج من الدائرة - قضية عمري-عمرو |

### أخرى
| - زي النهارده:1996 - الدنيا لعبة:1995 - إحنا إللي خرمنا التعريفة:1980 - انا أجدع منه:1979 | - وتبقى الذكريات - أسرار المدينة - أعلنت عليك الحب - انتقام |